# Elliot Belgrave

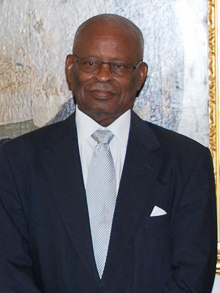
Elliot Belgrave (2016)

Sir Elliot Belgrave GCMG KA (* 16. März 1931 in Boscobel, Barbados) ist ein barbadischer Richter und Politiker.

## Werdegang
Belgrave graduierte an der University of Cambridge (MA) und an der University of London (LLB). Er war Generalstaatsanwalt und Richter am Supreme Court of Judicature. Nach dem Rücktritt von Clifford Husbands übernahm Belgrave vom 1. November 2011 bis 1. Juni 2012 kommissarisch das Amt des Generalgouverneurs von Barbados. Am 22. Mai 2012 wurde er zum siebten Generalgouverneur ernannt. Seinen Amtseid legte er am 1. Juni 2012 ab. Zum 30. Juni 2017 trat er zurück. Amtierender Generalgouverneur wurde am 1. Juli 2017 Philip Greaves.
Am 1. Juni 2012 wurde er als Knight Grand Cross des Order of St Michael and St George in den persönlichen Adelsstand erhoben. Im selben Monat wurde er als Knight of St Andrew in den Order of Barbados erhoben.